# Fauquier (Colombie-Britannique)
Pour les articles homonymes, voir Fauquier.
Fauquier est une municipalité située dans la province de la Colombie-Britannique, dans le sud-est.